# Chuteira de Ouro do Diário Popular
“Chuteira de Ouro” foi uma tradicional edição especial, de periodicidade anual, editada pelo extinto jornal Diário Popular, onde eram selecionados e homenageados atletas e técnicos que atuaram no futebol paranaense.
A edição da Chuteira de Ouro com os agraciados era editada logo ao término do campeonato paranaense de futebol profissional e amador do ano corrente e grandes nomes do futebol nacional e internacional já foram listados e receberam o troféu que simboliza a homenagem.

## História
Em 1975 o diretor executivo do Diário Popular, Jorge Kudri, teve a ideia de homenagear os atletas que se destacavam no campeonato estadual. A ideia só tomou corpo no campeonato paranaense de futebol de 1976.
Nos primeiros anos da edição, os selecionados eram escolhidos pelos próprios torcedores que recebiam, durante as partidas, cupons para o preenchimento dos melhores em campo e ao final da competição os mais votados eram relacionados. Ao longo do tempo o critério de escolha sofreu alterações e em suas últimas edições, a lista dos que recebiam a homenagem era elaborada por uma equipe de repórteres do jornal, porém, os torcedores continuaram a ser ouvidos.
Com a extinção do Diário Popular, em agosto de 2010, houve a interrupção deste homenagem ao futebol paranaense.